# Nokia Lumia 800
De Nokia Lumia 800 is een smartphone van het Finse bedrijf Nokia. Het is Nokia's allereerste toestel met Windows Phone 7.5, die samen met de Lumia 710 in oktober 2011 werd gepresenteerd, en kreeg in 2013 een update naar Windows Phone 7.8. De Lumia 800 is een goedkopere variant van de Lumia 900. De Lumia 800 werd geproduceerd door Compal Electronics, om zo tijd te kunnen besparen. De Lumia 710 en latere Lumia's werden door Nokia zelf geproduceerd.
Om de telefoon te onderscheiden van de concurrentie, werd het ontwerp van de Lumia 800 gebaseerd op die van de opvallende Nokia N9.
De Lumia 800 was beschikbaar in vier verschillende kleuren.

## Problemen

### Eerdere problemen
In eerdere versies van de Windows Phone 7.5 software zaten een aantal bugs waardoor het schermtoetsenbord niet toonde bij het selecteren van een tekstvak. Ook waren er in het begin veel problemen dat leidde tot slechte batterijprestaties. Deze problemen zijn al vrij snel verholpen door Nokia en Microsoft met nieuwe updates die de Lumia 800 beter compatibel maken met Windows Phone en de batterijprestaties significant verbeteren.

### Geen upgrade naar Windows Phone 8
Het is niet mogelijk te upgraden naar Windows Phone 8, doordat Windows Phone 7 is gebaseerd op de Windows CE kernel terwijl Windows Phone 8 gebruik maakt van de Windows NT kernel. Door de grote verschillen zijn ook de apps die ontwikkeld zijn voor Windows Phone 8 niet compatibel met Windows Phone 7 en ook andersom. Om de gebruikers van Windows Phone 7.0 en 7.5 te compenseren bracht Microsoft Windows Phone 7.8 uit, dat een groot deel van de nieuwe functies van Windows Phone 8 naar Windows Phone 7 bracht.

## Root access
Vanaf 2011 tot en met 2013 werd er door ethisch hacker Rene Lergner, beter bekend onder alias Heathcliff74, een hack ontwikkeld waardoor Windows Phone 7 apparaten konden worden geroot. Via een applicatie genaamd WP7 Root Tools kon de bootloader worden ontgrendeld en werd het dus mogelijk om niet-geautoriseerde code uit te voeren. De ontdekkingen werden goed ontvangen door anderen, zo konden er aanpassingen gemaakt worden die ervoor zorgden dat Windows Phone 7 langer bruikbaar bleef. Zo zijn er een aantal functies die niet naar Windows Phone 7 kwamen toch mogelijk geworden.

## Specificaties
| Modellen                 | Modellen                      | Lumia 800                           |
| Introductie              | Introductie                   | 26 oktober 2011                     |
| Originele OS versie      | Originele OS versie           | Windows Phone 7.5                   |
| Hoogste OS versie        | Hoogste OS versie             | Windows Phone 7.8                   |
| Productie codenaam       | Productie codenaam            | RM-801/802/819                      |
| Specificaties            | Specificaties                 | Lumia 800                           |
| Afmetingen               | hoogte                        | 116,5 mm                            |
| Afmetingen               | breedte                       | 61,2 mm                             |
| Afmetingen               | dikte                         | 12,1 mm                             |
| Gewicht (g)              | Gewicht (g)                   | 142 g                               |
| Volume (cm3)             | Volume (cm3)                  | 76,08 cm3                           |
| Kleuren achterkant       |                               |                                     |
| Kleuren voorkant         |                               |                                     |
| Verwijderbare achterkant | Verwijderbare achterkant      | Nee                                 |
| Scherm                   | Scherm                        | Lumia 800                           |
| Diagonaal (inch)         | Diagonaal (inch)              | 3,7" (9,40 cm)                      |
| Resolutie (pixels)       | Resolutie (pixels)            | 480×800                             |
| Pixel dichtheid (ppi)    | Pixel dichtheid (ppi)         | 252                                 |
| Schermafmetingen         | hoogte                        | 91,0 mm                             |
| Schermafmetingen         | breedte                       | 53,0 mm                             |
| Screen-to-body-ratio     | Screen-to-body-ratio          | 67,65%                              |
| Kleurweergave            | Kleurdiepte                   | TrueColor 24-bit (16777216 kleuren) |
| Kleurweergave            | DCI-P3-kleurruimte            | Nee                                 |
| ClearBlack polarizer     | ClearBlack polarizer          | Ja                                  |
| Glance scherm            | Glance scherm                 | Gorilla Glass 1                     |
| Gorilla Glass            | Gorilla Glass                 | Nee                                 |
| On-screen taakbalk       | On-screen taakbalk            | Nee                                 |
| Super Sensitive Touch    | Super Sensitive Touch         | Nee                                 |
| Technologie              | Technologie                   | AMOLED                              |
| Verversingssnelheid      | Verversingssnelheid           | 60 Hz                               |
| Geheugen/Processor       | Geheugen/Processor            | Lumia 800                           |
| RAM                      | RAM                           | 512 MB                              |
| Opslag                   | Opslag                        | 16 GB                               |
| Uitbreidbaar             | Uitbreidbaar                  | Nee                                 |
| Processor                | System-on-a-chip              | Qualcomm Snapdragon S2 MSM8255      |
| Processor                | Bit                           | 32 bit                              |
| Processor                | Cores                         | Single core                         |
| Processor                | Productie-procedé             | 45 nm                               |
| Processor                | ARM-instructieset             | v7                                  |
| Processor                | Kloksnelheid per core (GHz)   | 1,4                                 |
| GPU                      | GPU                           | Adreno 205                          |
| Connectiviteit           | Connectiviteit                | Lumia 800                           |
| Netwerken                | GSM                           | 850/900/1800/1900                   |
| Netwerken                | UMTS                          | Band 1/2/5/8                        |
| Netwerken                | LTE Advanced                  | Geen 4G                             |
| Bluetooth                | Bluetooth                     | 2.1                                 |
| Wifi                     | Wifi                          | b/g/n                               |
| NFC                      | NFC                           | Nee                                 |
| Gps                      | Gps                           | Ja                                  |
| GLONASS                  | GLONASS                       | Nee                                 |
| Sim                      | Aantal Sims                   | 1                                   |
| Sim                      | Grootte                       | Micro-Sim                           |
| Connectoren              | Audio                         | 3,5mm audio jack                    |
| Connectoren              | Opladen/Gegevensoverdracht    | USB Micro-B 2.0                     |
| Connectoren              | Video                         | Nee                                 |
| FM Radio                 | FM Radio                      | Ja                                  |
| Miracast                 | Miracast                      | Nee                                 |
| Digitale TV              | Digitale TV                   | Nee                                 |
| Continuum                | Continuum                     | Nee                                 |
| Batterij                 | Batterij                      | Lumia 800                           |
| Capaciteit (mAh)         | Capaciteit (mAh)              | 1450                                |
| Model                    | Model                         | BV-5JW 3,7V                         |
| Verwijderbaar            | Verwijderbaar                 | Nee                                 |
| Qi draadloos opladen     | Qi draadloos opladen          | Nee                                 |
| Batterijvermogen (uur)   | Standby                       | 335                                 |
| Batterijvermogen (uur)   | Muziek playback               | 55                                  |
| Batterijvermogen (uur)   | Video playback                | 6,5                                 |
| Batterijvermogen (uur)   | Video opname                  | n/a                                 |
| Batterijvermogen (uur)   | Wifi netwerk browsen          | n/a                                 |
| Batterijvermogen (uur)   | 3G netwerk browsen            | n/a                                 |
| Batterijvermogen (uur)   | Beltijd (2G)                  | 13                                  |
| Batterijvermogen (uur)   | Beltijd (3G)                  | 9,5                                 |
| Batterijvermogen (uur)   | Beltijd (4G)                  | Geen 4G                             |
| Technologie              | Technologie                   | Lithium-ion                         |
| Camera                   | Camera                        | Lumia 800                           |
| Camera aan de voorzijde  | Apertuur                      | Geen Camera                         |
| Camera aan de voorzijde  | Megapixel                     | Geen Camera                         |
| Camera aan de voorzijde  | Videoresolutie                | Geen Camera                         |
| Hoofdcamera              | Autofocus                     | Ja                                  |
| Hoofdcamera              | Apertuur                      | ƒ/2,2                               |
| Hoofdcamera              | 35mm equivalent (mm)          | 28 mm                               |
| Hoofdcamera              | Megapixel                     | 8,0                                 |
| Hoofdcamera              | Sensorgrootte (inch)          | 1/3,2 (7,94 mm)                     |
| Hoofdcamera              | Videoresolutie                | HD (720×1280) in 30 fps             |
| Hoofdcamera              | Carl Zeiss Optics             | Ja                                  |
| Hoofdcamera              | Zoom                          | 4×                                  |
| Hoofdcamera              | Flits                         | Ja                                  |
| Hoofdcamera              | Optische beeldstabilisatie    | Nee                                 |
| Hoofdcamera              | Cameraknop                    | Ja                                  |
| Hoofdcamera              | Digital Negative image format | Nee                                 |
| Sensoren                 | Sensoren                      | Lumia 800                           |
| Windows Hello            | Vingerafdruk Scanner          | Nee                                 |
| Windows Hello            | Infrarood Iris Scanner        | Nee                                 |
| Microfoons               | Microfoons                    | 2                                   |
| Cortana                  | Cortana ondersteuning         | Nee                                 |
| Cortana                  | “Hey Cortana” oproep          | Nee                                 |
| Accelerometer            | Accelerometer                 | Ja                                  |
| Omgevingslichtdetector   | Omgevingslichtdetector        | Ja                                  |
| Nabijheidssensor         | Nabijheidssensor              | Ja                                  |
| Magnetometer             | Magnetometer                  | Ja                                  |
| Gyroscoop                | Gyroscoop                     | Nee                                 |
| Barometer                | Barometer                     | Nee                                 |
| SensorCore               | SensorCore                    | Nee                                 |

### Modelvarianten
| Naam     | 800        | 800C     | 800             |
| Model    | RM-801     | RM-802   | RM-819          |
| -------- | ---------- | -------- | --------------- |
| Regio    | Globaal    | China    | Latijns-Amerika |
| 3G       | Band 1/2/8 | Band 2/5 | Band 1/2/8      |
| 4G       | Geen 4G    | Geen 4G  | Geen 4G         |
| NFC      | Nee        | Nee      | Nee             |
| DTV      | Nee        | Nee      | Nee             |
| Dual Sim | Nee        | Nee      | Nee             |